# إيليزا أكتون
إيليزا أكتون (بالإنجليزية: Eliza Acton) (17 أبريل 1799 في المملكة المتحدة - 13 فبراير 1859، هامبستاد في المملكة المتحدة)؛ كاتِبة ومؤلِّفة وشاعرة بريطانية.